# Крвије
Крвије је насеље у Србији у општини Петровац на Млави у Браничевском округу. Према попису из 2022. било је 350 становника.
На граници овог села налази се Локалитет Беловоде.

## Демографија
У насељу Крвије живи 390 пунолетних становника, а просечна старост становништва износи 41,3 година (39,0 код мушкараца и 43,4 код жена). У насељу има 148 домаћинстава, а просечан број чланова по домаћинству је 3,37.
Ово насеље је великим делом насељено Србима (према попису из 2002. године), а у последња три пописа, примећен је пад у броју становника.
|  |

| Демографија | Демографија | Демографија |
| Година      | Становника  | Становника  |
| ----------- | ----------- | ----------- |
| 1948.       | 923         |             |
| 1953.       | 921         |             |
| 1961.       | 950         |             |
| 1971.       | 853         |             |
| 1981.       | 858         |             |
| 1991.       | 803         | 623         |
| 2002.       | 499         | 765         |
| 2011.       | 589         |             |

| Етнички састав према попису из 2002.‍ | Етнички састав према попису из 2002.‍ | Етнички састав према попису из 2002.‍ | Етнички састав према попису из 2002.‍ | Етнички састав према попису из 2002.‍ |
| ------------------------------------ | ------------------------------------ | ------------------------------------ | ------------------------------------ | ------------------------------------ |
|                                      |                                      |                                      |                                      |                                      |
| Срби                                 | Срби                                 |                                      | 495                                  | 99,19%                               |
| Румуни                               | Румуни                               |                                      | 3                                    | 0,60%                                |
| непознато                            | непознато                            |                                      | 1                                    | 0,20%                                |

| Година пописа     | 1948. | 1953. | 1961. | 1971. | 1981. | 1991. | 2002. |
| ----------------- | ----- | ----- | ----- | ----- | ----- | ----- | ----- |
| Број домаћинстава | 211   | 204   | 213   | 197   | 189   | 172   | 148   |

| Број чланова      | 1  | 2  | 3  | 4  | 5  | 6  | 7 | 8 | 9 | 10 и више | Просек |
| ----------------- | -- | -- | -- | -- | -- | -- | - | - | - | --------- | ------ |
| Број домаћинстава | 31 | 31 | 17 | 25 | 23 | 12 | 5 | 3 | 1 | 0         | 3,37   |

| Пол    | Укупно | Неожењен/Неудата | Ожењен/Удата | Удовац/Удовица | Разведен/Разведена | Непознато |
| ------ | ------ | ---------------- | ------------ | -------------- | ------------------ | --------- |
| Мушки  | 195    | 42               | 127          | 16             | 10                 | 0         |
| Женски | 212    | 18               | 135          | 49             | 9                  | 1         |
| УКУПНО | 407    | 60               | 262          | 65             | 19                 | 1         |

| Пол    | Укупно                    | Пољопривреда, лов и шумарство | Рибарство                            | Вађење руде и камена | Прерађивачка индустрија       |
| ------ | ------------------------- | ----------------------------- | ------------------------------------ | -------------------- | ----------------------------- |
| Мушки  | 127                       | 111                           | 0                                    | 0                    | 5                             |
| Женски | 69                        | 56                            | 0                                    | 0                    | 3                             |
| УКУПНО | 196                       | 167                           | 0                                    | 0                    | 8                             |
| Пол    | Производња и снабдевање   | Грађевинарство                | Трговина                             | Хотели и ресторани   | Саобраћај, складиштење и везе |
| Мушки  | 0                         | 0                             | 4                                    | 1                    | 0                             |
| Женски | 0                         | 0                             | 2                                    | 0                    | 1                             |
| УКУПНО | 0                         | 0                             | 6                                    | 1                    | 1                             |
| Пол    | Финансијско посредовање   | Некретнине                    | Државна управа и одбрана             | Образовање           | Здравствени и социјални рад   |
| Мушки  | 0                         | 0                             | 3                                    | 0                    | 0                             |
| Женски | 0                         | 1                             | 1                                    | 1                    | 4                             |
| УКУПНО | 0                         | 1                             | 4                                    | 1                    | 4                             |
| Пол    | Остале услужне активности | Приватна домаћинства          | Екстериторијалне организације и тела | Непознато            | Непознато                     |
| Мушки  | 3                         | 0                             | 0                                    | 0                    | 0                             |
| Женски | 0                         | 0                             | 0                                    | 0                    | 0                             |
| УКУПНО | 3                         | 0                             | 0                                    | 0                    | 0                             |